# Marimba

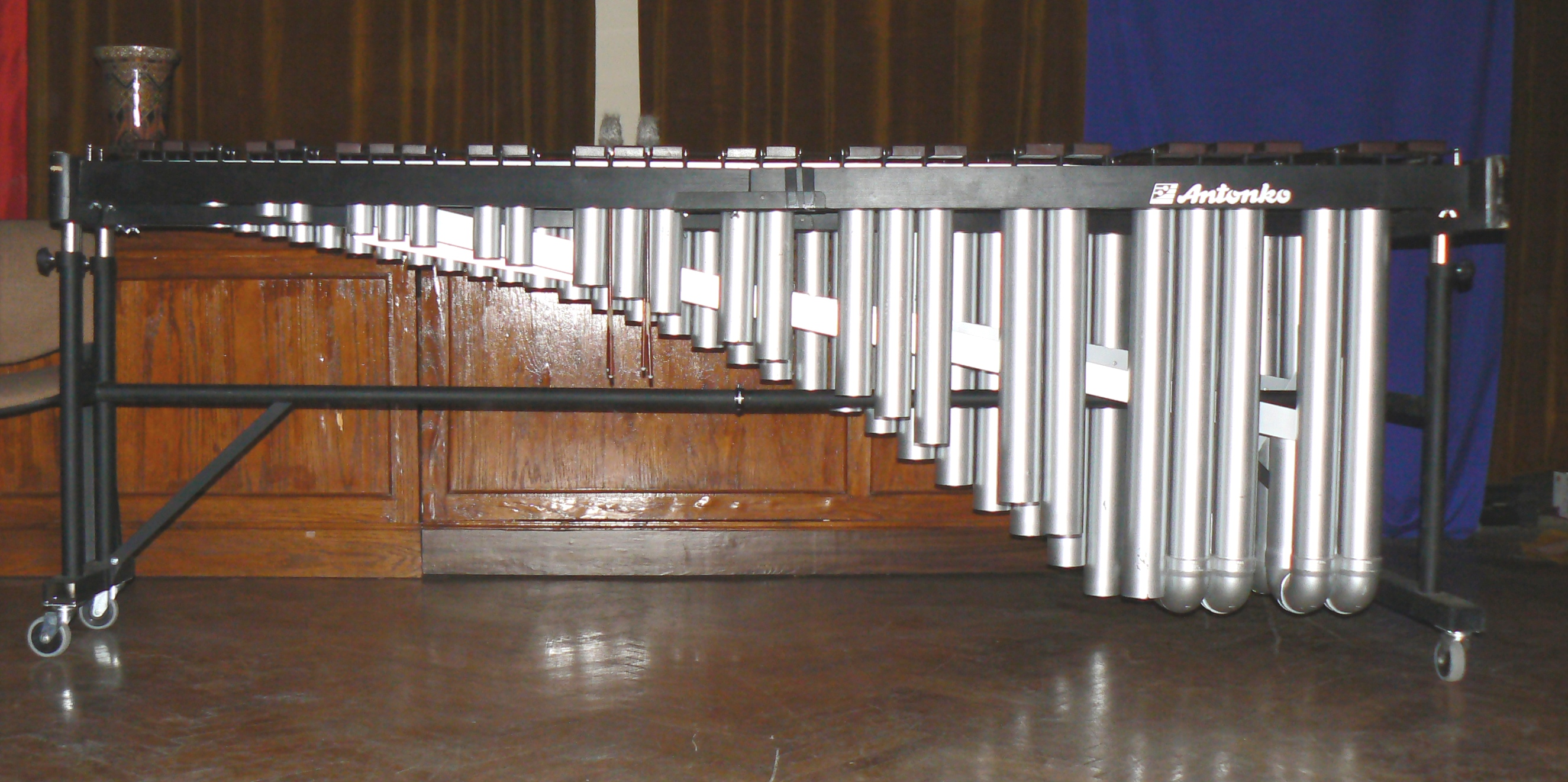
Marimba w wykonaniu profesjonalnym

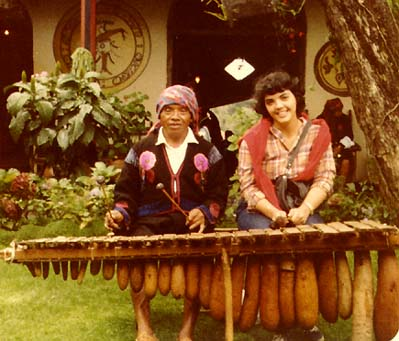
Gwatemalski zespół grający na marimbie

Marimba (marimbafon) – instrument muzyczny z grupy idiofonów. W wersji etnicznej – prymitywna odmiana ksylofonu z rezonatorami, używana w południowej i środkowej Afryce oraz Ameryce Środkowej; w wersji używanej przez klasycznych perkusistów – instrument o bardzo dużych możliwościach barwowych i dynamicznych, używany do gry solo, w zespołach oraz do występów z orkiestrami symfonicznymi.
W 2010 roku muzyka na marimbę i tradycyjne śpiewy z regionu Południowego Pacyfiku w Kolumbii zostały wpisane na listę niematerialnego dziedzictwa UNESCO.
Wiele utworów na marimbę napisano dopiero po II wojnie światowej, choć wykonuje się na niej z powodzeniem np. utwory J.S. Bacha. Soliści grający na marimbie zazwyczaj posługują się dwiema parami specjalnych pałek.
Marimba pozwala na wirtuozerskie popisy solistyczne, dlatego interesujące wykonania utworów na marimbę są zazwyczaj przyjmowane z dużym aplauzem przez publiczność sal koncertowych.
Jednym z bardziej znanych kompozytorów i wirtuozów marimby jest Japonka Keiko Abe. Marimbafoniści często wykonują również utwory Neya Rosauro ze względu na ich melodyjność i możliwości popisu solowego.
Marimba koncertowa ma skalę o jedną oktawę niższą, niż jej kuzyn ksylofon. Obydwa instrumenty są zwykle wykonane z drewna palisandrowego, choć coraz częściej stosuje się tworzywa syntetyczne. Sztabki marimby są szersze i cieńsze, niż stosowane w ksylofonie, szczególnie w części środkowej; taki kształt powoduje, że instrument generuje inny zestaw alikwotów, nadając dźwiękom pełniejsze brzmienie. Pierwszy alikwot jest o dwie oktawy wyższy od tonu podstawowego, zaś w ksylofonach różnica między tonem podstawowym a pierwszym alikwotem wynosi 1 i 1/5 oktawy. Dzięki temu ksylofon uzyskuje krótszy i jaśniejszy dźwięk, muzyk może też na nim grać twardszymi pałeczkami. Podczas gdy wszystkie sztabki ksylofonu są najczęściej takiej samej szerokości, współczesne marimby mają sztabki węższe w wyższych oktawach. Pozwala to większym instrumentom, na przykład pięciooktawowym, uzyskiwać niższe dźwięki z pełniejszym szeregiem alikwotów.

## Marimba w muzyce popularnej
Marimbę jako instrument używany w muzyce popularnej najbardziej rozpowszechnił zespół Toto (np. utwór "Africa"), ale wciąż jest instrumentem o znikomym dla niej znaczeniu i częściej wykorzystuje się go w etnicznych odmianach tej muzyki lub, rzadziej, dla dodania utworom egzotyki, np. w "Tonight" Davida Bowiego w duecie z Tiną Turner (1984).
Istotną rolę marimba odgrywała w muzyce Franka Zappy zajmując centralną pozycję w ramach szeroko rozbudowanej sekcji instrumentów perkusyjnych. W kolejnych składach Mothers of Invention na instrumencie grali kolejno Art Tripp, Ruth Underwood i Ed Mann nie tylko pełniąc rolę harmoniczną ale również prowadzącą główne tematy wielu utworów.
Instrument ten wykorzystywał także radykalny awangardowy zespół amerykański Captain Beefheart and His Magic Band. Grał na nim Art Tripp, były muzyk Mothers of Invention.

## Współczesna marimba

### Rezonatory
Kluczem do bogatego brzmienia marimby są jej rezonatory. Są to metalowe rury, najczęściej wykonane z aluminium, podwieszone do każdej sztabki, których długość zależna jest od wysokości dźwięku, generowanego przez daną sztabkę. W instrumentach o skali powyżej czterech i pół oktawy, długość rur wzmacniających dźwięki basowe przekracza wysokość instrumentu. Stąd niektórzy producenci, w tym Malletech, zaginają końcówki rur. Inni, jak Adams Musical Instruments i Yamaha, rozszerzają rury na dole, odpowiednio powiększając pojemność rezonatora bez konieczności jego wydłużania. Podobny efekt stosuje Marimba One, rozszerzając dolne części rezonatorów do postaci owalnej komory, osiągającej 30 cm szerokości.

### Zastosowanie
Nowoczesne marimby używane są jako instrumenty solowe, jak również w sekcjach perkusyjnych, grupach opartych na marimbach, zespołach jazzowych, orkiestrach marszowych (w czole składu), orkiestrach dętych, grupach instrumentów dętych i orkiestrach. W ostatnich latach daje się zauważyć zwiększone zainteresowanie kompozytorów współczesnych marimbą (np. Steve Reich).

## Instrument ludowy
Termin marimba odnosi się również do tradycyjnych instrumentów ludowych, których pierwowzory najprawdopodobniej powstawały od siebie niezależnie w zachodniej Afryce (balafon) i w Ameryce Środkowej przed czasami Kolumba. Szczególnie rozwiniętą odmianą są instrumenty strojone w skali siedmiotonowej z rezonatorami tykwowymi, pochodzące z Mozambiku – te najczęściej wykorzystywane są w dużych zespołach muzycznych, akompaniujących wyreżyserowanym przedstawieniom tanecznym, odtwarzającym na przykład epizody historyczne. Odmiana marimby wykorzystywana podczas pogrzebów członków plemienia Dagar w Ghanie nosi nazwę gyil. Tradycyjne zespoły wykorzystujące marimby popularne są na przykład w Gwatemali, gdzie są symbolem kultury narodowej. Takie grupy muzyczne spotyka się też w Kostaryce czy na wyżynach Meksyku oraz wśród ludności Ekwadoru pochodzenia afrykańskiego.

### Rezonatory
W najbardziej tradycyjnej wersji do sztabek instrumentu doczepianie są tykwy różnego rozmiaru. Wersje bardziej zaawansowane buduje się z wykorzystaniem rzeźbionych rezonatorów drewnianych, co pozwala na dokładniejsze strojenie marimby. W Ameryce środkowej na spodzie każdego rezonatora zwykle wierci się otwór, przykrywany skórą owcy, co nadaje marimbie "brzęczący" lub terkoczący przydźwięk o nazwie charleo.
W wersjach współczesnych rezonatory drewniane ustąpiły miejsca wykonanym z polichlorku winylu. Otwory na spodzie rur pokrywa cię cienkim papierem w celu uzyskania wspomnianego wyżej "brzęczenia".

### Zimbabwe
Profesor Andrew Tracey twierdzi, że marimby pojawiły się w Zimbabwe dopiero w roku 1960.
Muzyka plemienia Shona stała się popularna na Zachodzie, gdzie marimby wykorzystywano do wykonywania muzyki plemion Zimbabwe, pierwotnie przeznaczonych dla takich instrumentów, jak mbira dzavadzimu, nyunga nyunga i matepe. Pierwsze transkrypcje utworów Shona wykorzystywano w edukacji muzycznej w Zimbabwe.
W Stanach Zjednoczonych zespoły grające muzykę Zimbabwe na marimbach spotkać można najczęściej w stanie Kolorado i północno-zachodnich stanach nad Oceanem Spokojnym, lecz pojedyncze zespoły istnieją od Wybrzeża Wschodniego po Kalifornię, a nawet na Hawajach i Alasce. Głównym wydarzeniem w świecie instrumentalistów grających na marimbach jest coroczny festiwal muzyczny ZimFest.